# Уэйд, Джепта
Джепта Гомер Уэйд (11 августа 1811 — 9 августа 1890) — американский предприниматель, филантроп и основатель компании Western Union Telegraph. Его именем назван большой парк в Кливленде, где расположен музей изобразительных искусств.

## Биография
Родился в городе Ромьюлус, штат Нью-Йорк; младший из девяти детей Джепты и Сары Уэйд. Увлекался дагерротипами, рисовал портреты.
В 1840 году переехал в Эйдриан, Мичиган. В 1847 году в качестве субподрядчика компании J.J. Speed строил телеграфную линию от Детройта до Джэксона в штате Мичиган. Позднее принимал участие в строительстве линии Детройт-Баффало, Кливленд-Цинциннати и проч.
В 1856 году Уэйд переехал в Кливленд и построил особняк на Юклид-авеню. В том же году помогал Хайраму Сибли консолидировать разрозненную телеграфную индустрию, формируя компанию Western Union через серии слияний и поглощений. В 1861 году Джепта Уэйд вместе с Бенджамином Франклином Фиклином и Хайрамом Сибли основали компанию Pacific Telegraph Company. С её созданием завершающее звено между восточным и западным побережьем Соединённых Штатов Америки замкнул телеграф. Уэйд стал президентом компании Western Union в 1866 году, а годом позже он ушёл в отставку по состоянию здоровья, и продал долю в компании Джею Гулду.
Уйэд являлся основателем компаний Cleveland Rolling Mill Company и Citizens Savings and Loan Association, став президентом последней. Также он был президентом National Bank of Commerce и был членом совета директоров восьми компаний в сфере железнодорожного транспорта.
Уэйд регулярно жертвовал часть своего состояния на благоустройство города Кливленда. В 1882 году он пожертвовал 63 акра (250 тысяч кв.м.) земли в восточной части города в целях создания парка, названного в его честь. Уэйд-парк является культурным центром Кливленда. Его окружают следующие сооружения: Кливлендский музей искусств, Кливлендский музей естественной истории, Western Reserve Historical Society и Кливлендский ботанический сад.
Уэйд принимал активное участие в создании Hathaway Brown School — частная академия для девушек и женщин. Также был сооснователем Case School of Apllied Technology, которая была частью Case Western Reserve University. В дополнение ко всему, Уэйд был первым президентом Совета доверенных лиц кладбища Лэйк-Вью в восточной части Кливленда.
Уэйд женился на Ребекке Луизе Фейсер в 1832 году, которая родила ему первого сына — Рэндалла Палмера Уэйда в тот же год. Его супруга скончалась 30 ноября 1836 года в возрасте 24 лет. В 1837 году женился на Сьюзан Мэрэнде Флеминг, с которой они усыновили четырёх детей. Все они были погребены на кладбище Лэйк-Вью в Кливленде.